# Offerkofta
Offerkofta uttrycker att en person eller grupp spelar rollen som offer. Uttrycket är negativt laddat. Att bära eller ta på sig offerkoftan innebär att man i betraktarens ögon spelar en roll som offer.
Man tycker synd om sig själv eller beskriver sig som orättvist behandlad och söker sympati för detta, m.m. Den som använder begreppet antyder att personen ältar detta för länge eller fastnar i självömkan till den grad att det blir ohälsosamt eller låter falskt.
Ett exempel på hur begreppet kan användas är:
"Det är uppenbart att partiet nu har tagit på sig offerkoftan."
Det tidigaste exemplet i Mediearkivet skrevs av Henrik Ehrenberg i tidningen Kristdemokraten den 2002-09-13:
| ” | Och gång på gång tillåts Persson hävda att regeringen 1991–1994 körde ekonomin i botten. Trots att han själv sagt att han bär ansvar för att inte ha gjort något för att undvika den djupa krisen. Som det ser ut börjar väljarna tröttnat på Perssons offerkofta. | „ |